# محمدجمیل طالبانی قادری
شیخ جمیل  خالص طالبانی قادری (زادهٔ ۱۸۹۰) از مشایخ قادری طالبانی در کرکوک و پنجمین مرشد از سلسلهٔ قادری طالبانی است.

## زندگی‌نامه
شیخ محمد جمیل فرزند شیخ علی فرزند شیخ علی محدث فرزند شیخ عبدالرحمان خالصی طالبانی در سال ۱۸۹۰ میلادی در کرکوک چشم به جهان گشود. عموی بزرگ او شیخ رضا طالبانی از شاعران مشهور کردستان بود. شیخ محمد جمیل تحصیلات ابتدایی را نزد پدر آموخت و نزد اساتیدی چون ملا محمود ازناوه به ادامهٔ تحصیل پرداخت. در سال ۱۹۲۰ با حملهٔ قوای انگلیس به عراق و تصرف آن، کرکوک نیز به اشغال انگلیسی‌ها درآمد در این مدت شیخ جمیل با همراه پدرش به استفاده از هزینهٔ خانقاه بسیاری از مردم را از قحطی جنگ رها بخشیدند.با شروع جنگ جهانی دوم از سال ۱۹۳۹ نیز شیخ جمیل پذیرای بسیاری از آوارگان جنگ، از خاورمیانه و بعضا لهستان و اروپا در خانقاه کرکوک بود. شیخ جمیل از همان ایام جوانی به چله نشینی و خلوت گزیدن علاقهٔ بسیار داشت به طوری که از جمله نکات جالب توجهٔ زندگی شیخ جمیل، ۱۷ بار چله نشینی او در مدت عمرش بود و در مدت ۷۰ سال عمر شیخ، تنها ۲ بار از خانقاه کرکوک خارج شده‌است
در سال ۱۹۳۰ با فوت شیخ علی، شیخ جمیل جانشین پدر می‌شود و امور مرشدی و طریقت قادری را همانند اجدادش به نحوی صحیح بر عهده می‌گیرد ایشان بر سه زبان کردی فارسی و ترکی مسلط بوده‌اند.

## شاگردان[۶]
برای شیخ جمیل نزدیک به ۳۰۰ خلیفه در سطح کردستان و جهان نام برده‌اند، از جمله: شیخ محمدقادر نجار، شیخ طه خالصی (پاوه)، حاج فرج‌الله صفری (سنندج)، ماموستا شیخ عبدالغنی، شیخ بابا تحسین معروف به شیخ باوا (روستای لون سادات)، سید شیخ علاءالدین (روستای لون سادات)(کامیاران)، شیخ عبدالله کوسه (جوانرود)،خلیفه، عبدالله (نودشه)، خلیفه جمیل نوریاب،خلیفه محمد مکریانی، خلیفه محمدصالح محمدی (کرمانشاه)، شیخ علی (بوکان)، ملا قاسم الیاسی (سرپل ذهاب)و…

## وفات
شیخ محمدجمیل در سال ۱۳۶۰ هجری قمری مصادف با ۱۳۳۲ هجری شمسی در ۷۰ سالگی درگذشت و در خانقاه کرکوک در جوار اجدادش به خاک سپرده شد.